# Nicholas Patrick
Nicholas James MacDonald Patrick (født 19. november 1964) er en britisk-født amerikansk ingeniør og NASA-astronaut. Under STS-116 missionen blev han den fjerede brite til at komme i rummet.
Han blev født i 1964 i Saltburn-by-the-Sea, North Yorkshire, England, og voksede op i London. Han blev amerikansk statsborger i 1994, og er gift med en peruviansk-født børnelæge sammen har de tre børn.

## Uddannelse og karriere
Han blev uddannet på Harrow School og på Trinity College, i Cambridge. Da han gik på universitet fik han flyvetræning som medlem af Royal Air Force. Efter det arbejdede han i fire år som ingeniør i Lynn, Massachusetts i USA.
Derefter kom han til Massachusetts Institute of Technology, og fik sin kandidatgrad i 1990 og Ph.d. i 1996. Bagefter blev han ansat ved Boeings Commercial Airplane Group i Seattle.

## NASA karriere
Han blev udvalgt af NASA som astronautkandidat i juni 1998 og blev indberettet til NASA's Johnson Space Center (JSC) til astronautuddannelse i august 1998.
Hans første mission var om bord på STS-116 i 2006, hvor de syv besætningsmedlemmer skulle fortsætte en udbygning af Den Internationale Rumstation. Missionen varede 12 dage, 20 timer og 45 minutter. Yderligere arbejdede Nicholas Patrick på at tilføje Tranquility modulet og Cupola modulet under STS-130 missionen.
Nicholas Patrick har været over 308 timer i rummet i alt.